# Alairac
Alairac är en kommun i departementet Aude i regionen Occitanien  i södra Frankrike. Kommunen ligger  i kantonen Montréal som ligger i arrondissementet Carcassonne. År 2022 hade Alairac 1 389 invånare.

## Befolkningsutveckling
Antalet invånare i kommunen Alairac
Referens: INSEE

## Galleri

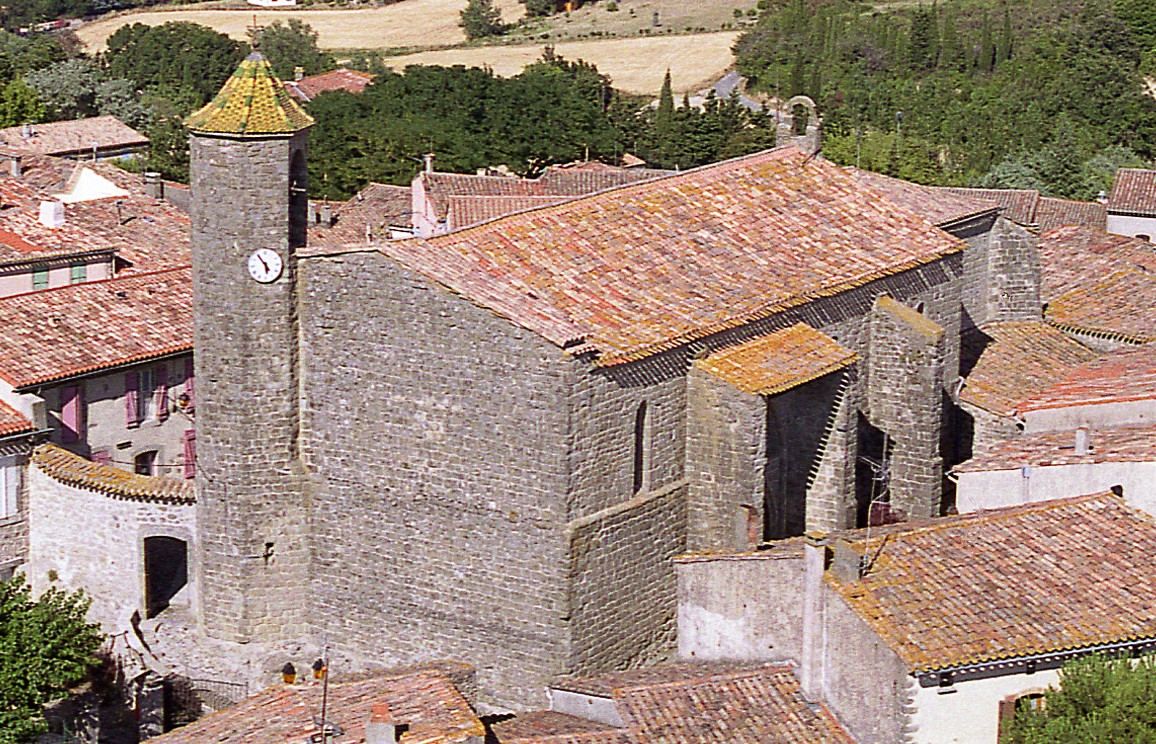
Kkyrkan Saint Germain d'Alairac
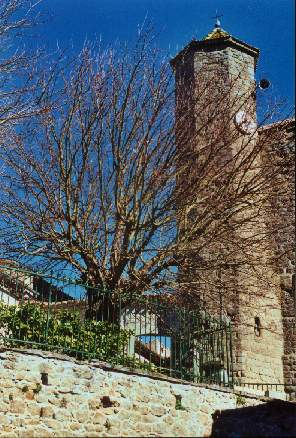
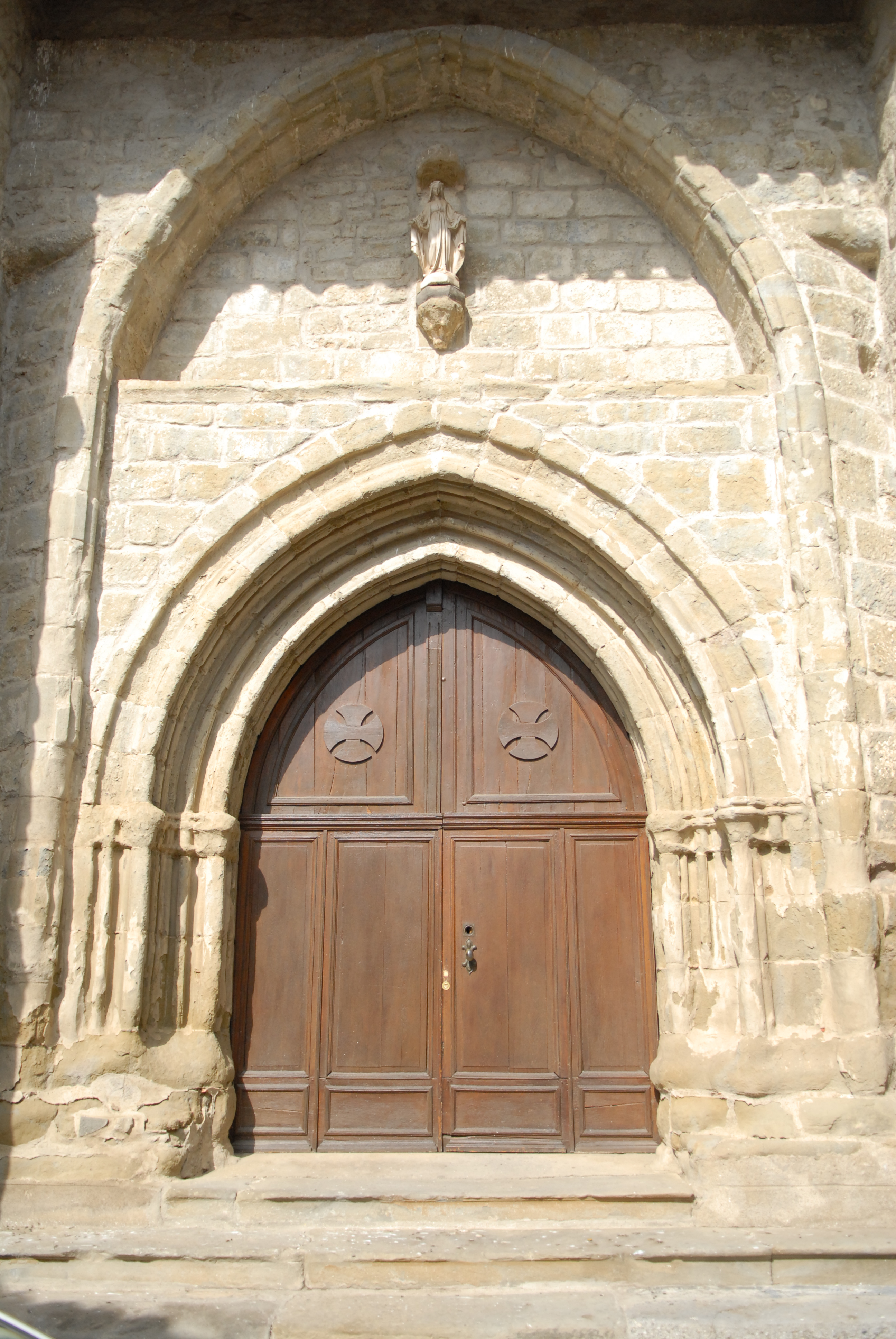
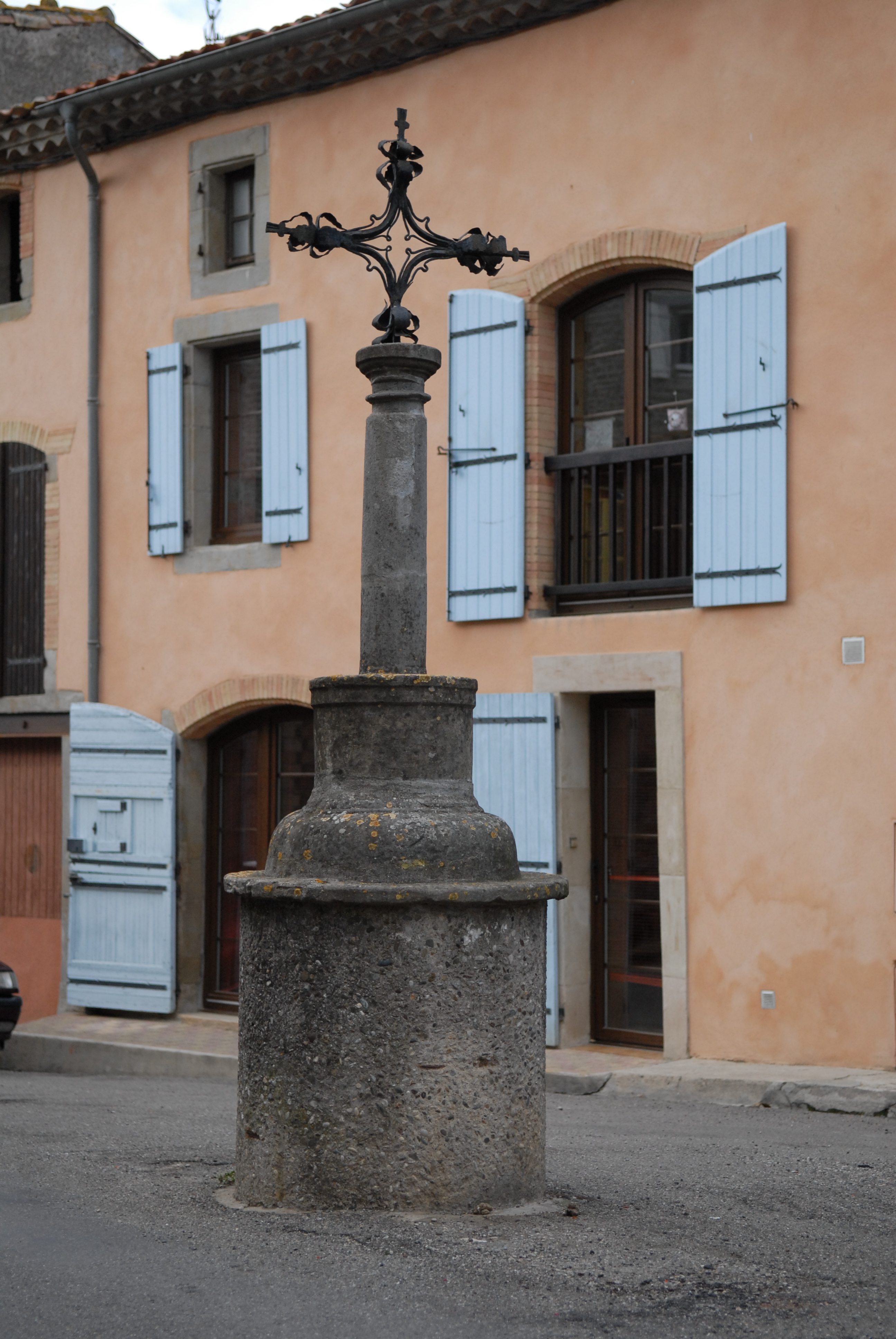
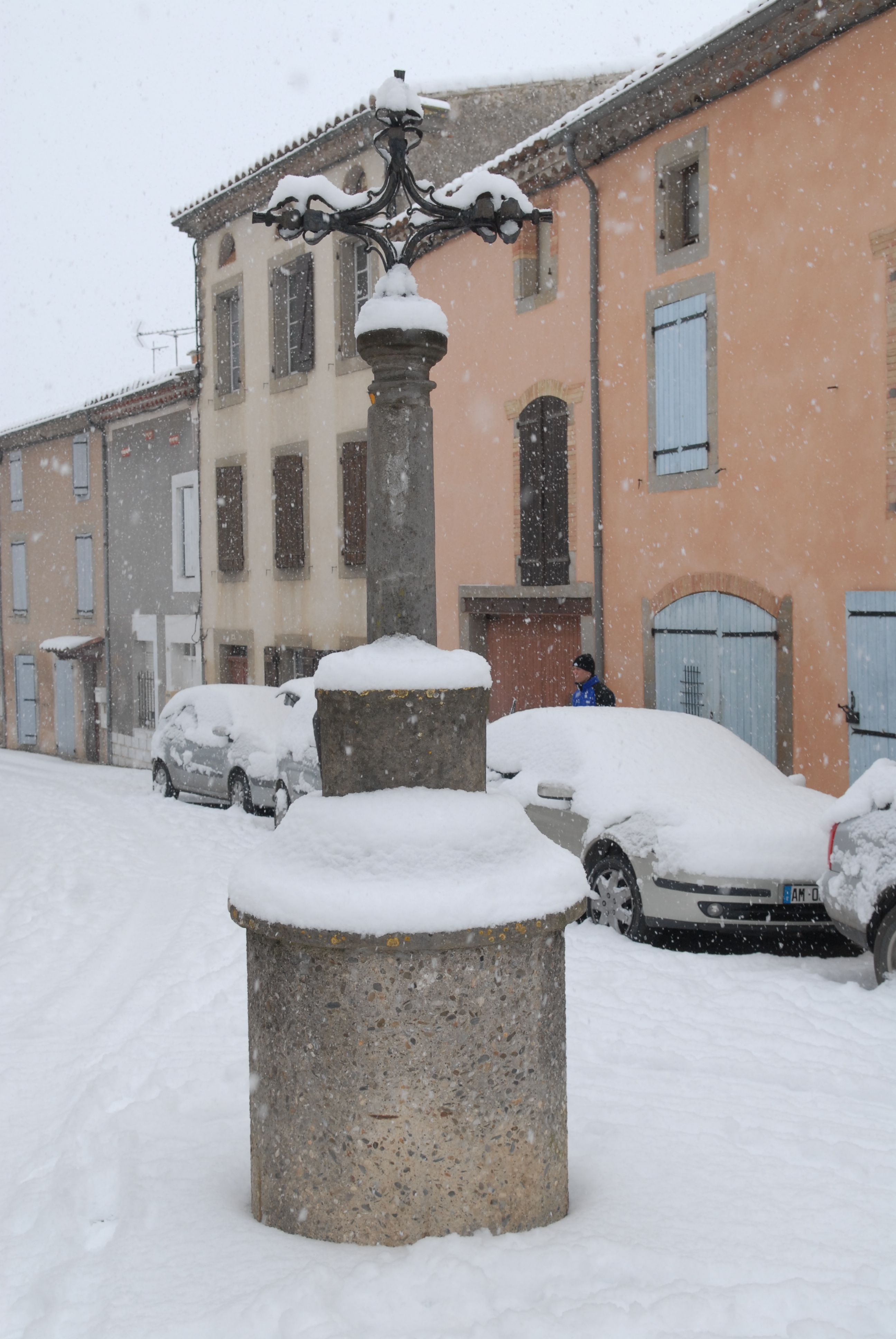
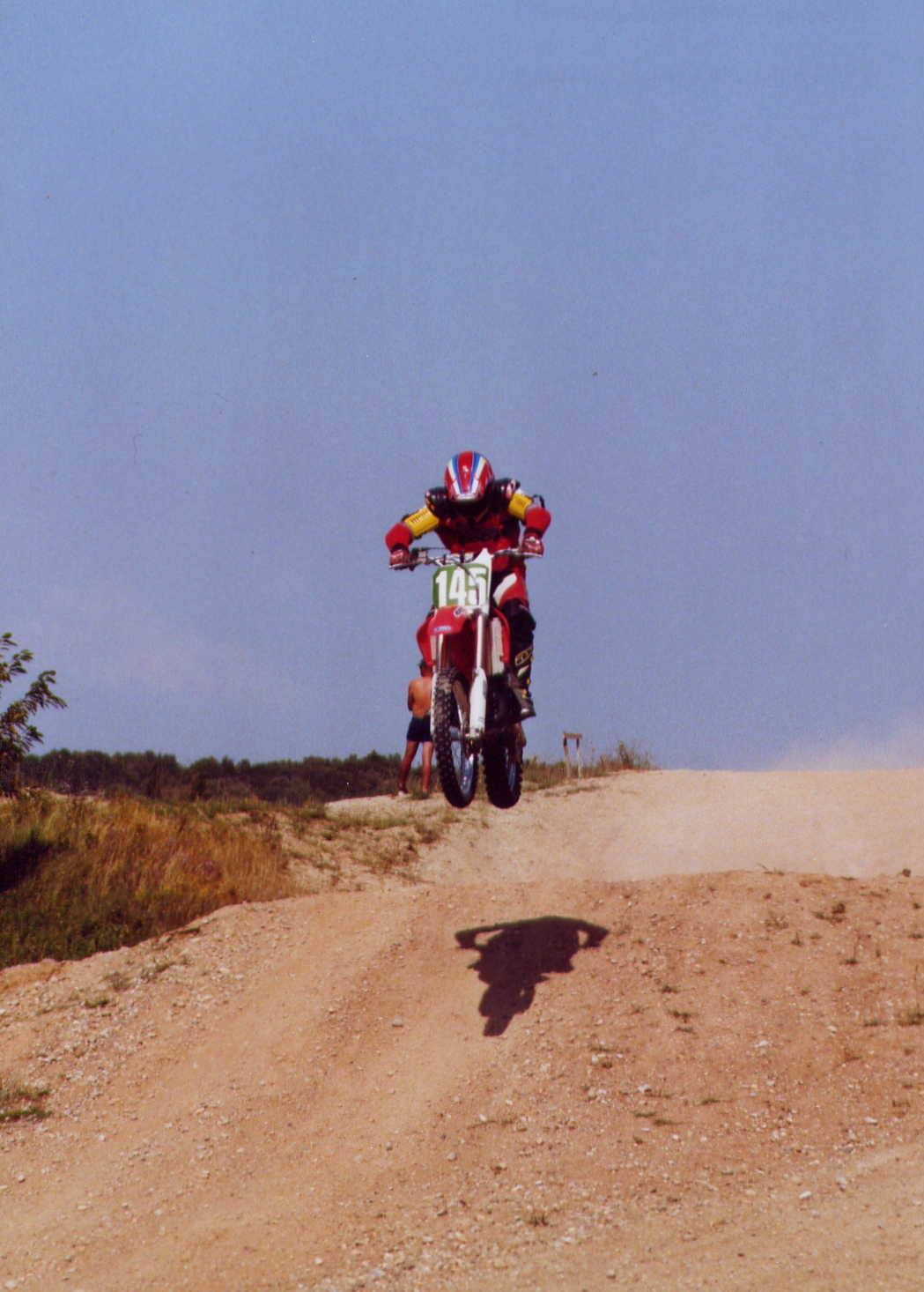
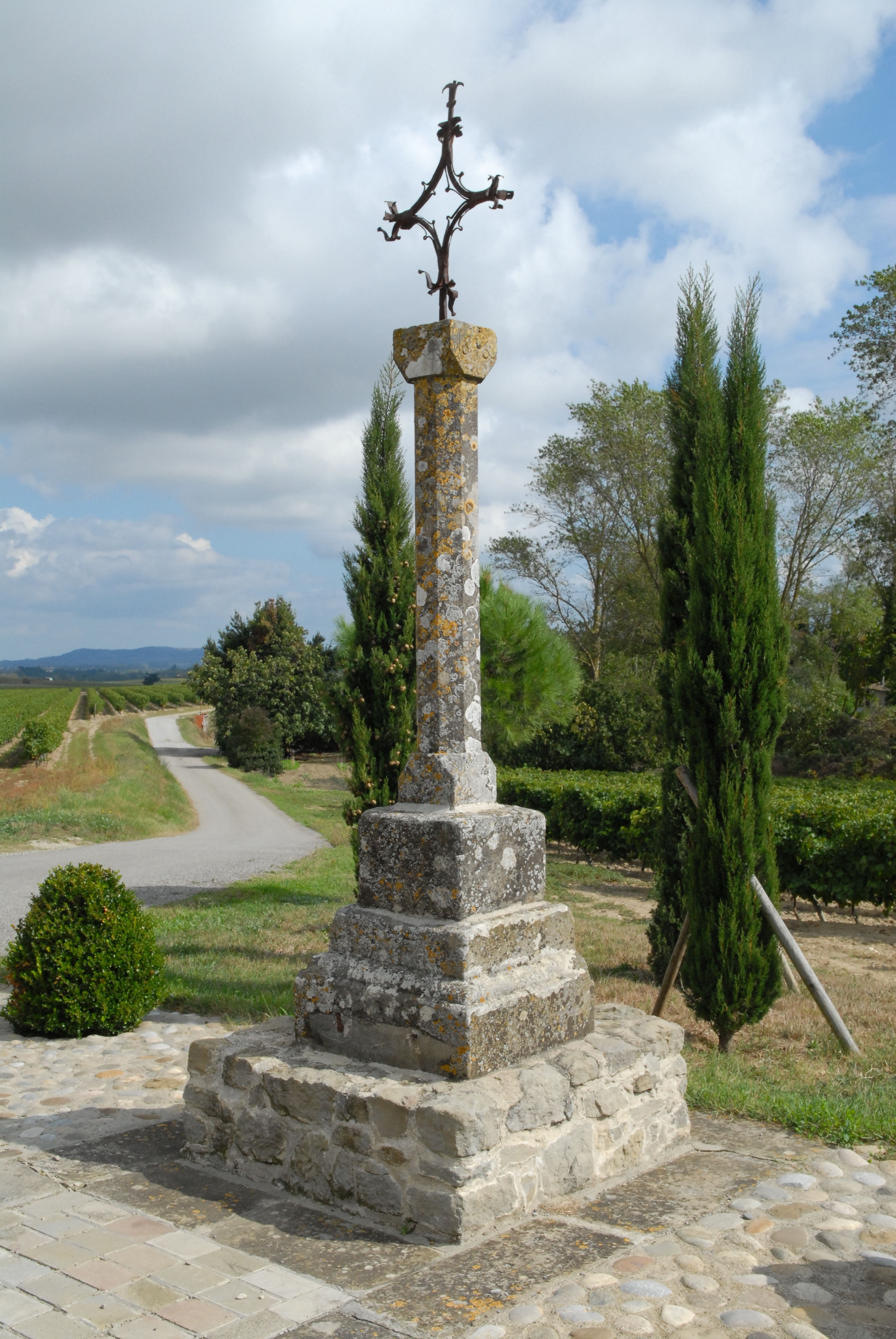
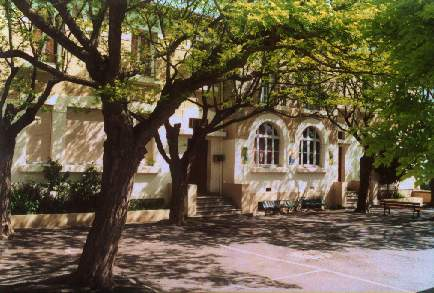
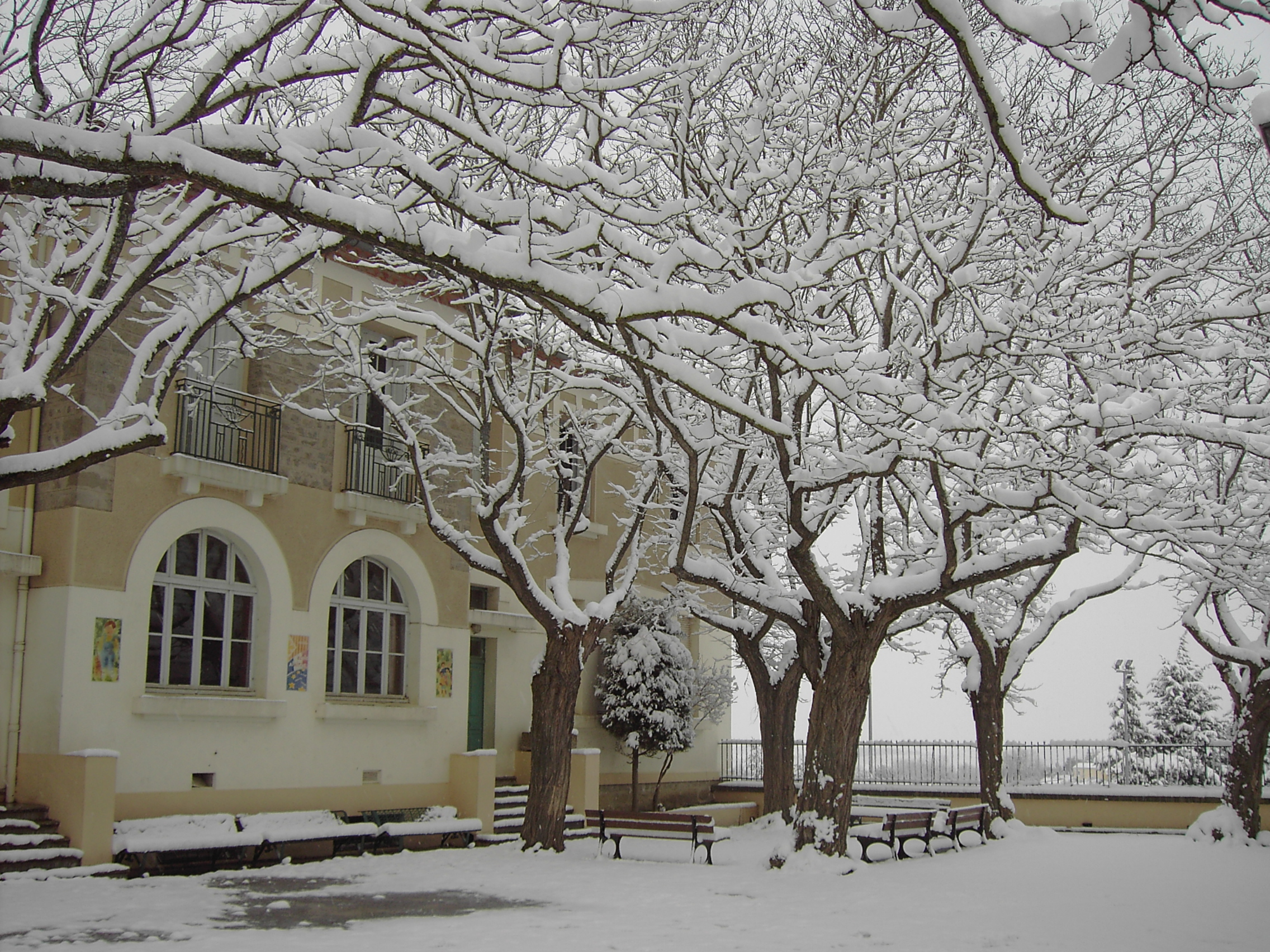
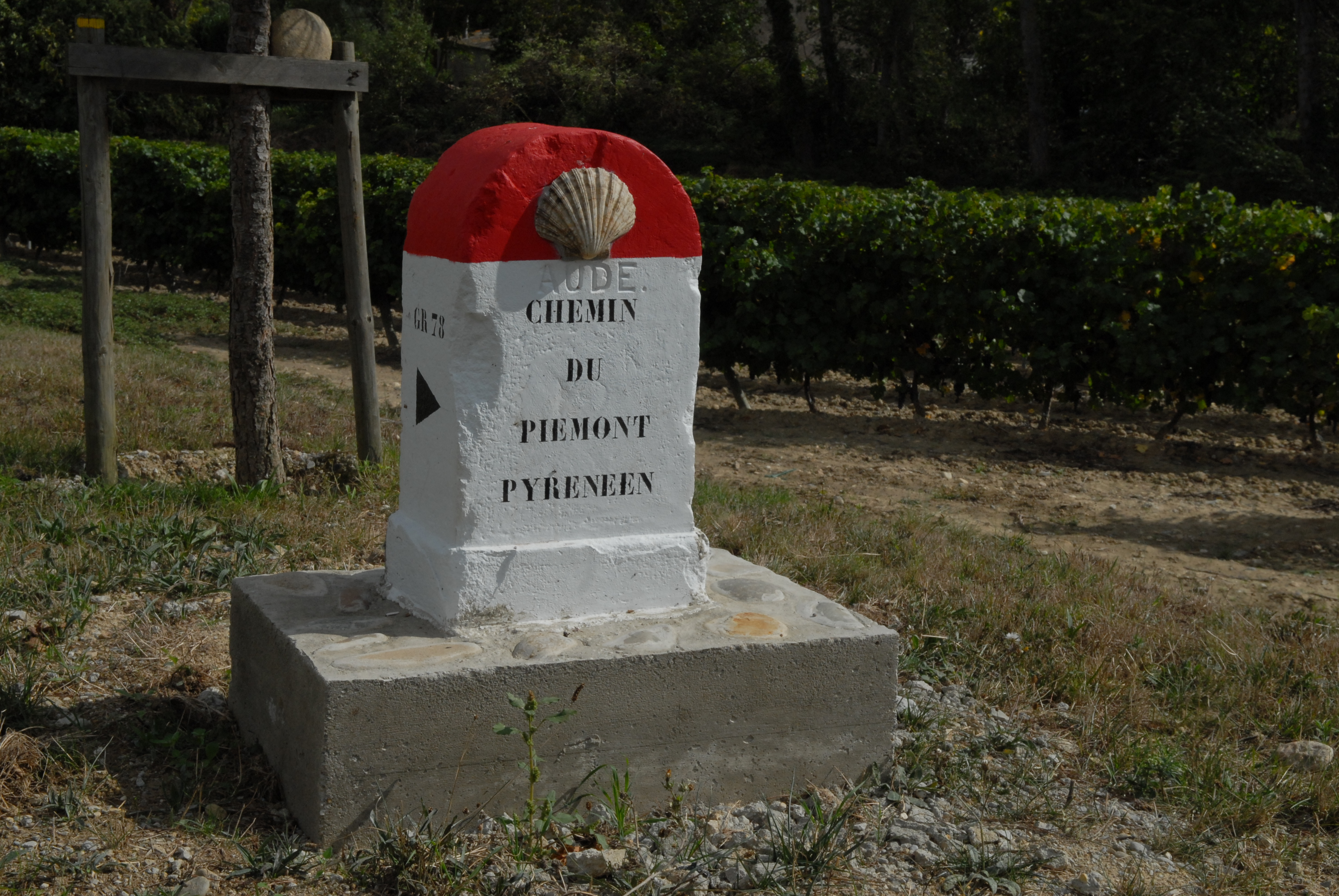